# Mosquée centrale de Glasgow
La mosquée centrale de Glasgow est une mosquée située à Glasgow en Écosse. Elle a été inaugurée en 1983 et a une capacité d'accueil de 2500 personnes.